# Mogens Herman Hansen
Pour les articles homonymes, voir Hansen.
Mogens Herman Hansen, né à Frederiksberg le 20 août 1940 et mort le 22 juin 2024, est un philologue danois. Il est spécialiste de la démocratie athénienne et de la polis.

## Biographie
Mogens Herman Hansen a été Professeur à l'Université de Copenhague de 1968 à 2010. En 1993, il a inspiré la création du Copenhagen Polis Centre (centre de Copenhague consacré à la polis). Il en a assuré la direction jusqu’en 2005.

## Travaux
Mogens Herman Hansen a mené de nombreuses études très fouillées sur la démocratie athénienne, dont il est l’un des meilleurs spécialistes mondiaux. Il a particulièrement éclairé le fonctionnement concret de ses institutions, son idéologie et ses caractéristiques. Il a aussi analysé ce qui la rapproche ou la distingue des démocraties modernes. Sa synthèse, La démocratie athénienne à l’époque de Démosthène. Structures, principes, idéologie, est issue de 25 ans de recherches. C’est une somme très complète, qui fait référence depuis plusieurs décennies.
Au sein du Copenhagen Polis Center, il a dirigé, en collaboration avec Thomas Heine Nielsen, la publication d’un monumental inventaire des cités grecques d’époque archaïque et classique. Près de 1500 cités ont été ainsi répertoriées et analysées par près de 50 savants de divers pays.
Son approche a été qualifiée d'institutionnaliste, car il applique au monde grec antique les catégories du droit public moderne (la séparation de la sphère publique et de la sphère privée, l'autonomie du politique par rapport au religieux). Elle a été remise en cause par l'approche anthropologique de l'École de Paris (dans le sillage de Jean-Pierre Vernant).

### En anglais
- The Sovereignty of the People's Court in Athens in the 4th c. B.C. (1974)
- The Athenian Assembly (1987)
- The Athenian Democracy in the Age of Demosthenes: Structures, Principles and Ideology, Oxford, 1991.
- Acts of the Copenhagen Polis Centre I-VII (1993-2005)
- Papers of the Copenhagen Polis Centre I-VII (1994-2004)
- A Comparative Study of 30 City-State Cultures (2000)
- An Inventory of archaic and classical poleis, sous la direction de Mogens Herman Hansen et Thomas Heine Nielsen, Oxford University Press, 2004.

### En français
- La démocratie athénienne à l'époque de Démosthène. Structure, principes et idéologie, Paris, Les Belles Lettres, 1993.
- Mogens Herman Hansen (trad. de l'anglais par Serge Bardet avec le concours de Ph. Gauthier), La Démocratie athénienne à l'époque de Démosthène : structure, principes et idéologie [« The Athenian democracy in the age of Demosthenes : structures, principles and ideology »] (1re éd. 1993) [détail des éditions] (présentation en ligne)
- Polis et Cité-État : Un concept antique et son équivalent moderne, Les Belles Lettres, 2001, 320 p. (ISBN 978-2251380537)
- Polis : une introduction à la cité grecque, Paris, Les Belles Lettres, 2008.